# Rhoda Abbott
Rhoda Mary Abbott Williams, nata Hunt, detta Rosa (Aylesbury, 14 gennaio 1873 – Londra, 18 febbraio 1946), è stata una passeggera del RMS Titanic, l'unica donna che sopravvisse in acqua dopo che la nave colò a picco.

## Biografia

### Primi anni e sulTitanic
Nacque con il nome di Rhoda Mary Hunt ad Aylesbury, nel Buckinghamshire, il 14 gennaio 1873, figlia di Joseph Hunt e Sarah Green Hunt. Cresciuta ad Aylesbury, nella prima età adulta si spostò a St Albans con tutta la sua famiglia, prima di trasferirsi negli Stati Uniti nel 1894. Al suo arrivo a Providence, nel Rhode Island, conobbe il campione di pugilato dei pesi medi George Stanton Abbott, che sposò l'anno successivo. La coppia ebbe due figli, Rossmore (nato il 21 febbraio 1896) ed Eugene (nato il 31 marzo 1899). Era una madre casalinga e fu molto attiva presso la Grace Episcopal Church.
Nel 1911, "Rosa" divorziò dal marito e tornò in Inghilterra con i figli sul RMS Olympic, ma si rese presto conto che i ragazzi non erano felici di vivere in Inghilterra e così prenotò un biglietto per tornare negli Stati Uniti nell'aprile del 1912. Il 10 aprile di quell'anno la famiglia si imbarcò tra i passeggeri di terza classe sulla nave gemella dell'Olympic, il Titanic, che stava per compiere il suo primo viaggio. A bordo, la donna fece amicizia con Amy Stanley, Emily Goldsmith e May Howard, sue vicine di cabina.
La notte del 14 aprile, la famiglia era già addormentata quando il Titanic colpì un grosso iceberg iniziando ad imbarcare acqua. Alle 00:15 vennero svegliati da un inserviente che li invitò a mettersi il giubbotto di salvataggio e si ritirarono sul ponte della nave. Dopo aver atteso in fila per seguire altri passeggeri di terza classe sul ponte, "Rosa" ed i figli aspettarono nell'area del salone di seconda classe. Si dice che lì suo figlio Rossmore si sia inginocchiato in preghiera per chiedere che la vita di sua madre venisse risparmiata. Sebbene solo donne e bambini avessero la precedenza per superare il cancello, Rossmore ed Eugene accompagnarono la madre alle scialuppe di salvataggio; arrivarono quando una delle ultime scialuppe di salvataggio rimanenti, la pieghevole C, era già stata caricata, intorno alle 2:00 del mattino. Quando fu il suo turno di entrare nella scialuppa di salvataggio, si rese conto che ai suoi figli (ragazzi di 16 e 13 anni appena compiuti) non veniva concesso di salire e rifiutò a sua volta di imbarcarsi sulla scialuppa.
Quando la nave affondò, "Rosa" venne investita dall'acqua sul ponte mentre cercava, invano, di tenersi vicini i figli. La donna dovette rinunciare a ritrovarli e,  rendendosi conto di essere prossima alla morte nell'acqua gelida, riuscì a raggiungere la scialuppa pieghevole A. Passarono però alcune ore prima che il quinto ufficiale Harold Lowe potesse tornare sul posto con la scialuppa di salvataggio numero 14, per recuperare eventuali sopravvissuti nelle acque. Diversi occupanti della barca A erano ormai già morti o scivolati in acqua; delle persone a bordo, "Rosa" era una dei soli 13 sopravvissuti. I suoi figli morirono in acqua e solo il corpo di Rossmore fu in seguito identificato.
"Rosa" Abbott non rimpianse mai di non essersi messa in salvo quando ne aveva avuto l'occasione e di aver preferito restare con i suoi figli fino alla fine. A bordo del Carpathia, che arrivò sul luogo del disastro circa un'ora e mezza dopo e soccorse i naufraghi, "Rosa" ricevette delle cure speciali: le gambe si erano gravemente atrofizzate nell'acqua fredda, così che non riuscì a muoversi fino all'arrivo a New York. Lì fu ricoverata per due settimane nell'Saint Vincent's Catholic Medical Center e fu una delle ultime sopravvissute ad essere dimessa.

### Anni seguenti
Come risultato del naufragio del Titanic, "Rosa" dovette affrontare problemi respiratori, tra cui gravi attacchi di asma, da cui fu affetta per il resto della sua vita. Non riuscì mai ad accettare la perdita dei suoi figli, rimanendo addolorata per il resto della sua vita. Il 16 dicembre 1912, otto mesi dopo il naufragio, sposò in seconde nozze l'amico di lunga data George Charles Williams e la coppia si stabilì a Jacksonville, Florida. Nel 1928, tornarono in Inghilterra, stabilendosi nella proprietà del padre di Williams, a Londra. "Rosa" si prese cura del marito fino alla morte, nel 1938. Per il resto della sua vita cercò di tornare in America, ma le fu sempre rifiutata tale opportunità.

### Morte
"Rosa" Abbott morì a Londra per insufficienza cardiaca a causa di ipertensione il 18 febbraio 1946, all'età di 73 anni.